# Uzbekistan na Plażowych Igrzyskach Azjatyckich 2012
Uzbekistan na III Plażowych Igrzyskach Azjatyckich w 2012 roku reprezentował jeden zawodnik - wspinacz Dmitriy Sorokin. Był to trzeci start reprezentacji Uzbekistanu na plażowych igrzyskach azjatyckich.

## Wyniki

### Wspinaczka sportowa
Uzbekistan we wspinaczce sportowej reprezentował jedyny zawodnik w reprezentacji, Dmitriy Sorokin. Startował on w dwóch konkurencjach: boulderingu i wspinaczce na wysokość. W pierwszej ukończył rywalizację w półfinale plasując się ostatecznie na 18. miejscu. W drugiej zaś zakończył rywalizację na 20. miejscu.
| Konkurencja                     | Faza eliminacyjna | Faza eliminacyjna | Półfinały | Półfinały | Finał | Finał   | Klas. końcowa |
| Konkurencja                     | Wynik             | Miejsce           | Wynik     | Miejsce   | Wynik | Miejsce | Klas. końcowa |
| ------------------------------- | ----------------- | ----------------- | --------- | --------- | ----- | ------- | ------------- |
| Bouldering mężczyzn             | 0t0 3b3           | 18.               | 0t0 1b2   | 18.       | NQ    | NQ      | 18.           |
| Wspinaczka na wysokość mężczyzn | 23 m              | 16.               | + 11 m    | 20.       | NQ    | NQ      | 20            |